# 平野市太郎
平野 市太郎（ひらの いちたろう、1892年〈明治25年〉10月2日 - 1981年〈昭和56年〉10月6日）は、日本の農民運動家、政治家。衆議院議員。

## 経歴
香川県香川郡栗林村（現高松市）で生まれる。柴山高等小学校を卒業し、農業を営む。
14歳頃から労農運動に加わった。1926年（大正15年）、日農香川郡連合会主事に就任。香川県民生保安協議会協議員、同陸上小運搬業組合理事長などを務めた。
1927年（昭和2年）、労働農民党から香川県会議員選挙に立候補して当選した。
1930年（昭和5年）、1938年（昭和13年）、1942年（昭和17年）の3回高松市会議員に当選した。
戦後、日本社会党に入党し、同党香川県支部の創設に関わり、同支部長に就任。1946年（昭和21年）4月、第22回衆議院議員総選挙に香川県全県区から出馬して当選し、衆議院議員を1期務めた。その後、1955年（昭和30年）には旧香川1区から労働者農民党公認で第27回衆議院議員総選挙に立候補したが、落選した。その他、日本農民組合香川県支部連合長も務めた。

## 逸話
社会党委員長を務めた成田知巳を入党に導いたことで知られていた。